# حقوق المرأة في البرازيل

تأثرت الأدوار الاجتماعية للمرأة في البرازيل تأثراً شديداً بالتقاليد الأبوية للثقافة الإيبيرية، التي تضع المرأة في مرتبة أدنى من الرجل في العلاقات الأسرية والاجتماعية.شبه الجزيرة الايبيرية، التي تشكل إسبانيا والبرتغال واندورا، كانت تعتبر تقليدياً الحدود الثقافية والعسكرية بين المسيحية والإسلام، حيث تم تطوير تقليد قوي من أجل الغزو العسكري وهيمنة الذكور. تم نقل التقاليد البطريركية بسهولة من شبه الجزيرة الإيبيرية إلى أمريكا اللاتينية من خلال نظام الإنكوميندا الذي عزز الاعتماد الاقتصادي بين النساء والشعوب الأصلية في البرازيل. كأكبر أمة كاثوليكية في العالم، كان للدين تأثير كبير على ملاحظة المرأة في البرازيل، على الرغم من أن الحكومة البرازيلية على مدار القرن الماضي انفصلت عن الكنيسة الكاثوليكية فيما يتعلق بالقضايا المتعلقة بالحقوق الانجابية. 

يُعتقد أن لدى البرازيل حركة نسائية أكثر تنظيماً وفعالية في أمريكا اللاتينية، مع تحقيق مكاسب واضحة على مدار القرن الماضي لتعزيز وحماية الحقوق القانونية والسياسية للمرأة. على الرغم من المكاسب التي تحققت في مجال حقوق المرأة خلال القرن الماضي، ما زالت النساء في البرازيل تواجهن عدم مساواة كبيرة بين الجنسين، وهو أمر أكثر وضوحاً في المناطق الريفية في شمال شرق البرازيل. في عام 2010، صنفت الأمم المتحدة البرازيل في المرتبة 73 من بين 169 دولة بناءً على مؤشر عدم المساواة بين الجنسين، الذي يقيس مساوئ النساء في مجالات الحقوق الإنجابية، حق تمكين المرأة، ومشاركة القوى العاملة.

عادة ما كانت الحركات النسائية في البرازيل تقودها وتدعمها نساء الطبقة الوسطى العليا، وتميل إلى أن تكون إصلاحية أكثر منها ثورية، رغم وجود استثناءات واضحة، لا سيما فيما يتعلق بحركات الإصلاح الزراعي. على الرغم من منح النساء في البرازيل حق الاقتراع في ثلاثينيات القرن العشرين، إلا أن الحركة النسائية الأوسع نطاقاً والأكثر قوة لم تتحقق إلا في سبعينيات القرن العشرين وما بعدها. في عام 1979، وهو العام الذي تم نشرها فيه، وقعت البرازيل وصدقت على اتفاقيه القضاء على جميع أشكال التمييز ضد المرأة، وهي اتفاقية من قبل الأمم المتحدة تهدف إلى القضاء على جميع أشكال التمييز ضد المرأة. تتمتع المرأة في البرازيل بنفس الحقوق والواجبات القانونية التي يتمتع بها الرجل، والتي يعبر عنها بوضوح في المادة الخامسة من دستور البرازيل لعام 1988.

نشر المنتدى الاقتصادي العالمي دراسة تشير إلى أن البرازيل قضت تقريباً على الفروق بين الجنسين في التعليم والعلاج الصحي، لكن تختلف النساء في الرواتب والنفوذ السياسي. وفقاً لوزارة العمل والتوظيف، تحصل النساء على أجر أقل بنسبة 30 بالمائة من الرجال. في عام 2005، لاحظت المقررة الخاصة بالأمم المتحدة ديسبوي انخفاضاً ملحوظاً في تمثيل المرأة في النظام القضائي، حيث شغلت النساء 5 بالمئة فقط من المناصب العليا في السلطة القضائية ومكتب المدعي العام.  تم انتخاب العديد من النساء كرئيسات للبلديات والعديد من النساء كن قاضيات فيدراليات. عام 1979 تولت أول امرأة منصب في مجلس الشيوخ. في عام 1994 أصبحت النساء مرشحات لمنصب نائب الرئيس لأول مرة. اعتباراً من عام 2009، كانت 9 بالمئة من مقاعد البرلمان الوطني تشغلها النساء.

## حركة حرية الاقتراع
مُنحت النساء في البرازيل حق التصويت في عام 1932. على الرغم من وجود حركة نسوية في البرازيل منذ منتصف القرن التاسع عشر، تقدمت النساء بالتماس لإدراج حق الاقتراع في الدستور الجمهوري لعام 1891، إلا أن الحملة نحو الانتخاب لم تبدأ بشكل جدي إلا تحت قيادة النسوية، عالمة الأحياء والمحامية، برثا لوتز.  عقب نشر مقال في صحيفة «ريفيستا دا سيمانا» البرازيلية الرائدة، دعت المرأة إلى إثبات جدارتها للرجل من خلال إنجازاتها وتنظيمها من أجل المطالبة بحق التصويت، ظهرت منظمات نسائية مختلفة. 
أسست لوتز منظمتها الخاصة بالتعاون مع المنادية بمنح المرأة حق الاقتراع الأمريكية كاري تشابمان كات في عام 1922، والاتحاد البرازيلي للنهوض بالمرأة، الذي سيصبح المنظمة الرائدة للاقتراع في البرازيل، كان تابعاً للتحالف الدولي لحقوق المرأة. البرازيليات المطالبات بحق اقتراع المرأة كن مثقفات، لم تشكلن المهنيات سوى نسبة صغيرة من السكان الإناث في البرازيل، ومن ثم، فإن حملة الاقتراع كانت بأي حال من الأحوال حركة جماعية، وكانت بالتأكيد معتدلة في طبيعتها. أثارت الشخصية المحافظة لحركة الاقتراع مقاومة صغيرة من الحكومة، وأُعلن حق الاقتراع من قبل جيتوليو فارغاس في عام 1932، وتم تأكيده في وقت لاحق في دستور عام 1934.
بعد مرور عامين على إعلان حق المرأة في التصويت في الدستور الخامس للبرازيل، تم انتخاب امرأتان لعضوية الكونغرس، وانتخبت عشر نساء لرئاسة البلديات وجمعيات النساء، وتم وضع ثلاثين امرأة في مجلس البرازيل.  رغم أن الوظائف الحكومية كانت متاحة للنساء في الماضي، إلا أن النساء لم يشغلن مناصب انتخابية إلا بعد الفوز بالاقتراع واستمر عدد النساء في الحكومة بالازدياد طوال القرن العشرين. 

## الحقوق الدستورية

### الدستور الخامس لعام 1934
تضمنت بيرثا لوتز، التي عينتها الحكومة المؤقتة في عام 1933 لصياغة الصفحة الأولى من الدستور الجديد، العديد من الأحكام لتعزيز المساواة في الحقوق بين الرجل والمرأة. لم تُمنح المرأة الحق المتساوي فقط في شغل المناصب الحكومية وكسب أجر متساوٍ مقابل العمل المتساوي، لكن أيضاً تم منحها الأفضلية على الرجال في جميع الوظائف الحكومية التي تتناول الواجبات المنزلية، والأمومة، والأطفال، وظروف العمل للمرأة. كانت المعاملة التفضيلية الممنوحة للمرأة فيما يتعلق ببعض المناصب الحكومية مثيرة للجدل في ذلك الوقت. 

### دستور المواطنين لعام 1988
أعلن دستور المواطنين أن المرأة مساوية للرجل في جميع النواحي القانونية، حيث ينص صراحة في المادة 5 من الباب الثاني على أن «الرجل والمرأة لهما حقوق وواجبات متساوية بموجب أحكام هذا الدستور.» دعا المجلس الوطني لحقوق المرأة، الذي تم تشكيله في عام 1975، إلى الدعوة بنجاح لإدراج تشريعات واعية بنوع الجنس في الدستور الجديد.  بناءً على اقتراح من المجلس، تم إضافة بند إلى الوثيقة يُعلن أن الأرض الموزعة عن طريق الإصلاح الزراعي يمكن تخصيصها وعنونتها «باسم الرجل أو المرأة أو كليهما بشكل مستقل في الحالة المدنية».
كانت هذه هي المرة الأولى في تاريخ البرازيل التي يمكن فيها تسمية المرأة مستفيدة قانونياً من تدابير الإصلاح الزراعي. كما أعلن دستور 1988 لأول مرة أن النساء والرجال في المناطق الحضرية والريفية يتمتعون بنفس الحقوق في استحقاقات الضمان الاجتماعي. على الرغم من الإعلان عن هذه الحقوق، لم يتم إنشاء المؤسسات حتى عام 2000 لتمكين أو تطبيق المساواة بين الجنسين في إصلاح الأراضي. علاوة على ذلك، وعد الدستور «بحماية سوق العمل للمرأة من خلال حوافز محددة، على النحو المنصوص عليه في القانون»، ووضع حد أدنى لإجازة الأمومة المطلوبة لمائة وعشرين يوماً وإدخال إجازة الأبوة.

## الحقوق الاقتصادية
شهدت الصادرات الزراعية والقوى العاملة المؤنثة في أميركا اللاتينية توسعاً كبيراً في العقود الثلاثة الماضية. أوضحت الأبحاث كيف أن المزارع في شمال شرق البرازيل تقوم ببناء التقسيمات الجنسانية للعمل بشكل مقصود وكيف تعاني النساء في كثير من الأحيان من أجور وظروف أسوأ من الرجال. وفقاً للبنك الدولي، فإن 42 بالمئة من العاملين في القطاع غير الزراعي من النساء. 
ينص القانون على إجازة أمومة مدفوعة الأجر لمدة 120 يوماً للنساء وسبعة أيام للرجال. يحظر القانون أيضاً على أصحاب العمل مطالبة المتقدمين أو الموظفين بإجراء اختبارات الحمل أو تقديم شهادات العقم، لكن بعض أصحاب العمل طلبوا شهادات العقم من طالبات العمل أو حاولوا تجنب توظيف نساء في سن الإنجاب. ويعاقب على انتهاك هذا القانون بالسجن لأرباب العمل لمده تصل إلى سنتين، في حين يجوز تغريم الشركة بعشرة أمثال مرتب موظفها الأعلى أجراً.
يعد التحرش الجنسي جريمة جنائية يُعاقب عليها بالسجن لمدة تصل إلى سنتين. ويشمل القانون التعرض الجنسي في مكان العمل أو في المؤسسات التعليمية وبين مقدمي الخدمات أو العملاء. في مكان العمل لا ينطبق إلا في الحالات الهرمية، حيث يكون المتحرش أعلى رتبة من الضحية. وعلى الرغم من وجود التشريع وتنفيذه، إلا أن الاتهامات لا تزال نادرة، ولم يتم توثيق مدى المشكلة.